# Єпископські війни
Єпископські війни — серія збройних конфліктів у 1639–1640 роках між Шотландією, яка повстала проти короля Карла I, та Англією. Звернення Карла I до англійського парламенту з вимогою надання матеріальної підтримки для ведення війни послугувало поштовхом до Англійської революції XVII століття.

## Причини війн
Політика короля Карла I щодо запровадження до шотландського пресвітеріанського богослужіння англіканських обрядів та літургії, а також посилення влади єпископів, спровокували у1637 році повстання в Шотландії. Шотландське суспільство об'єдналось для спротиву королівському абсолютизму й зазіханням на національну релігію. Маніфестом повстанців став Національний ковенант 1638 року. Перемовини короля з шотландцями результату не принесли, а у листопаді 1638 року генеральна асамблея шотландської церкви ухвалила рішення про скасування нововведень до богослужіння та ліквідацію єпископату, як несумісного з пресвітеріанською вірою. Карл I, впевнений у необхідності єпископів для здійснення королем контролю над церквою й будучи в Англії главою єпископальної англіканської церкви, не міг визнати рішення генеральної асамблеї. В результаті сторони почали готуватись до війни.

## Сили сторін
Ідеї Національного ковенанту знайшли широкий відгук у шотландського народу. Вся країна, за винятком небагатьох переконаних роялістів в Абердинширі, об'єдналась для захисту від зазіхань короля. Завдяки сучасній підготовці та збиранню коштів ковенанторам вдалось закупити в континентальній Європі озброєння та обмундирування. Було також налагоджено систему набору до шотландської армії. В Шотландію повернулась низка досвідчених полководців, які брали участь із найманими загонами у Тридцятирічній війні, серед яких особливо виділявся Олександр Леслі. Ковенанторам вдалось знайти підтримку у шотландських поселенців в Ольстері та англійських пуритан.
Прибічники короля в Шотландії були у незначній меншості й гуртувались навколо маркіза Гантлі та Абердинського університету. Головною силою Карла I були англійські збройні сили, які концентрувались у північних графствах, однак хронічний дефіцит королівської скарбниці не дозволяв зібрати значну армію. Більше того, непопулярність короля в Англії та симпатія до шотландських протестантів сприяли деморалізації королівських військ.
План військової кампанії Карла I полягав в одночасній атаці з трьох напрямків: армія короля мала атакувати Шотландію з півдня у напрямку Единбурга; флот, під керівництвом графа Ерандела і маркіза Гамільтона, мав висадити десант в Абердинширі та разом із загоном Гантлі наступати на Перт; а у Кінтайр планувалось вторгнення ірландських військ графа Антріма. Загальна чисельність королівських військ перевищувала 200 тисяч.

## Перша Єпископська війна (1639)
Незважаючи на чудовий план військової кампанії Карла I, ініціативу захопили шотландці. Вже у січні 1639 року шотландські загони заволоділи королівськими замками Далкіт і Дамбартон. У лютому армія ковенанторів під командуванням графа Монтроза атакувала роялістів Абердинширу. Тільки один англійський корабель зміг висадити десант на підтримку загонів маркіза Гантлі. В результаті 19 червня Монтроз захопив Абердин. Спроби ірландського вторгнення у Кінтайр були відбиті військами графа Аргайла. У травні королівські війська прибули у Берік і спробували форсувати Твід, однак їх зупинила шотландська армія Олександра Леслі.
18 червня 1639 року у Беріку було підписано перемир'я між королем і ковенанторами. Сторони зобов'язались скласти зброю, а Карл I пообіцяв скликати парламент Шотландії та передати суперечливі питання на його розгляд.

## Міжвоєнний період
Берікське перемир'я Карлом I використав для перемовин з поміркованими ковенанторами (включаючи Монтроза), однак компромісу сторони не досягли: король все ще наполягав на збереженні єпископату в шотландській церкві, що було неприйнятним для ковенанторів. Роздратований король припинив перемовини й повернувся до Лондона, відмовившись брати участь у роботі шотландських генеральної асамблеї та парламенту. 12 серпня в Единбурзі відкрилась генеральна асамблея шотландської церкви, яка не тільки підтвердила ліквідацію єпископату, але й оголосила, що сам пост єпископа суперечить божественним настановам. Парламент, що зібрався 31 серпня, законодавчо затвердив рішення генеральних асамблей. Лідери ковенантського руху почали перемовини з Францією про військову підтримку.
У свою чергу король Карл I був змушений на початку 1640 року скликати парламент для затвердження субсидій на продовження війни з Шотландією. Однак депутати цього парламенту (отримав назву «Короткого») виступили проти зазіхань короля на свободи народу й відмовили у субсидіях. Становище Карла I ще більше ускладнилось.

## Друга Єпископська війна (1640)
Наприкінці літа 1640 року війна відновилась. Провідним радником короля у цей час став колишній намісник Ірландії граф Страффорд. Він досить енергійно став до реорганізації королівської армії та знаходження нових джерел її фінансування. Однак ініціатива знову належала шотландцям: 20 серпня війська Олександра Леслі перетнули Твід і вступили на територію Англії. Швидким маршем пройшовши Нортумберлендом, шотландці атакували англійську армію лорда Конві й у битві під Ньюберном здобули перемогу. 30 серпня війська Леслі захопили Ньюкасл. У королівській армії почались хвилювання щодо несправедливої війни на захист ненависних пуританам єпископів. Карл I був змушений піти на перемовини з шотландцями.

## Ріпонське перемир'я
За умовами Ріпонського перемир'я, укладеного 26 жовтня 1640 року, шотландські війська окупували шість північноанглійських графств й отримували від короля грошове утримання у розмірі 850 фунтів стерлінгів на день. Перемовини продовжились у Лондоні, де Карл I був змушений скликати новий парламент для санкціонування запровадження податку для виплати шотландцям. Цей парламент, що отримав назву «Довгого», анулював абсолютистські заходи короля, звинуватив у державній зраді провідних королівських радників й фактично захопив владу у країні. Депутати Довгого парламенту підтримали вимоги ковенанторів на перемовинах шотландців з королем.

## Лондонський мир
21 червня 1641 року між Англією та Шотландією було укладено Лондонський мир: Карл I зобов'язався затвердити всі постанови шотландського парламенту, прийняті з початку повстання у 1637 році, оголосити амністію учасникам заколоту й війни та вивести королівські гарнізони з Беріка й Карлайла. Окрім того шотландська армія мала отримати грошову компенсацію у розмірі 300 тисяч фунтів стерлінгів, до виплати якої зберігалась окупація північноанглійських графств.
У 1641 році король здійснив поїздку до Шотландії, де затвердив рішення шотландського парламенту й відновив перемовини з поміркованими ковенанторами. У 1642 році в Англії почалась громадянська війна між роялістами та прибічниками парламенту, яка невдовзі поширилась і на Шотландію, в результаті чого результати шотландської перемоги у Єпископських війнах стали неактуальними.